# Ethobunus atroluteus
Ethobunus atroluteus is een hooiwagen uit de familie Zalmoxioidae.